# Litoria obtusirostris
Litoria obtusirostris là một loài ếch thuộc họ Pelodryadidae.
Đây là loài đặc hữu của Tây Papua, Indonesia.